# (91205) 1998 US43
1998 يو أس 43 (ويعرف أيضًا باسم (91205) 1998 يو أس 43 وفق تسمية الكوكب الصغير) (بالإنجليزية: 1998 US43)‏ هو كويكب ضمن حزام الكويكبات؛ وترتيبه 91205 من حيث الاكتشاف.
اكتُشف هذا الجُرم الفلكي بواسطة مارك ويليام بوي في 22 أكتوبر 1998.

## وصلات خارجية
- (91205) 1998 US43 في قاعدة بيانات مختبر الدفع النفاث لأجرام النظام الشمسي الصغيرة

- الاكتشاف · مخطط المدار ·  العناصر المدارية · المعلمات المادية

- (91205) 1998 US43 على موقع ويكي سكاي: DSS2, SDSS, GALEX, IRAS, Hydrogen α, X-Ray, Astrophoto, Sky Map, Articles and images